# Кшищоф Камил Бачински
Кшѝщоф Ка̀мил Бачѝнски (на полски: Krzysztof Kamil Baczyński) е полски военновременен поет и войник от Армия Крайова. Смятан е за най-видния представител на т.нар. Колумбово поколение в полската поезия.

## Биография
Роден е на 22 януари 1921 г. във Варшава, в семейството на Стефания (с момински име Желенчик), учителка и Станислав Бачински, социалистически деец и литературен критик.
В периода 1933 – 1939 г. учи в Национална гимназия „Стефан Батори". От 1937 г. е член на Младежката социалистическа организация „Спартак". През 1942 г. учи нелегално във Варшавския университет. На 6 юли 1942 година се жени за Барбара Драпчинска.
През 1943 г. постъпва в Щурмувите групи на Шаре Шереги (Szare Szeregi), скаутската организация, която е част от Армия Крайова. Първоначално е в редиците на батальон Зошка (Zośka) а от юли е заместник-командир в батальон Парасол (Parasol). Загива на 4 август 1944 г. по време на Варшавското въстание, след като е улучен смъртоносно от немски снайперист в района на Театровия площад.

## Творчество
Бачински започва да пише още в гимназията. От 1940 г. публикува стихове анонимно или под псевдонимите Ян Бугай и Пьотър Смугош в нелегални вестници и списания. Първоначално той е повлиян от Юзеф Чехович и поетичната група Жагари (т.нар. Жагаристи). След окупацията на Полша от Третия райх негови вдъхновители са видните представители на романтизма Юлиуш Словацки и Циприан Норвид.
Стихосбирки:
- Zamknięty echem, Врашава 1940 г.
- Dwie miłości, Варшава 1940 г.
- Modlitwa, Варшава 1942 г.
- Wiersze wybrane, Варшава 1942 г. (под псевдонима Ян Бугай)
- Arkusz poetycki Nr 1, Варшава 1944 г. (под псевдоним Ян Бугай)
- Śpiew z pożogi, Варшава 1944 г. (под псевдоним Пьотър Смугош)

- Utwory zebrane, Краков 1961 г.
- Utwory wybrane, Краков 1964 г.
- Wybór poezji, Вроцлав 1989 г.